# Milad Sarlak
Milad Sarlak (persisch میلاد سرلک; * 26. März 1995 in Isfahan) ist ein iranischer Fußballspieler.

## Karriere

### Klub
Er startete seine Karriere in der Jugend des Sepahan FC und wechselte hier zur Saison 2014/15 von der U21 in die erste Mannschaft. Nachdem er in seiner Debüt-Saison nur ein einziges Spiel machte (am Ende der Saison aber mit seiner Mannschaft die Meisterschaft gewann), bekam er in den nächsten Jahren schließlich auch mehr Einsätze und wurde ein wichtiger Teil der Mannschaft. Nach einer Spielzeit 2018/19, in der er dann aber nur noch vier Partien für den Klub bestritt, wechselte er zum Saisonende ablösefrei weiter zum FC Nassaji Mazandaran. Nachdem er in einem halben Jahr hier sofort Stammspieler wurde, wechselte er Anfang 2020 jedoch direkt weiter zum Shahr Khodro FC. Seit September 2020 steht er beim FC Persepolis unter Vertrag. Mit diesen holte er auch prompt die Meisterschaft als auch den Pokal.

### Nationalmannschaft
Sein Länderspieldebüt für die A-Nationalmannschaft gab er bei einem 10:0-Sieg über Kambodscha während der Qualifikation für die Fußball-Weltmeisterschaft 2022 am 11. Juni 2021, wo er zur zweiten Halbzeit für Ahmad Nourollahi eingewechselt wurde.